# Jörgen Holgersson
Karl Jörgen Holgersson, född 12 september 1939 i Eskilstuna, död 30 januari 2025, var en svensk ämbetsman och jurist.
Holgersson avlade officersexmen 1960 och blev juris kandidat 1964. Han genomförde tingstjänstgöring 1965–1967. Holgersson blev fiskal vid Svea hovrätt 1968, assessor där 1974 och hovrättsråd i samma hovrätt 1984. Holgersson var rättssakkunnig vid justitiedepartementet 1971–1973 och vid handelsdepartementet 1976–1980, samt departementsråd vid handelsdepartementet 1980–1982, {{Expreditionschef|expeditions-]] och rättschef vid utrikesdepartementets handelsavdelning 1982–1987. Han blev tillförordnad krigsmaterielinspektör 1987. Jörgen Holgersson var generaldirektör för Statens pris- och konkurrensverk 1988–1992 samt generaldirektör för den nyinrättade myndigheten Konkurrensverket 1992–1999.